# ماکسیمیلیان برونیگ
ماکسیمیلیان برونیگ (انگلیسی: Maximilian Breunig؛ زادهٔ ۱۴ اوت ۲۰۰۰) بازیکن فوتبال است.
از باشگاه‌هایی که در آن بازی کرده‌است می‌توان به باشگاه فوتبال وورتسبورگ کیکرز اشاره کرد.
وی همچنین در تیم ملی فوتبال جوانان آلمان بازی کرده‌است.